# Airola
Airola é uma comuna italiana da região da Campania, província de Benevento, com cerca de 7.536 habitantes. Estende-se por uma área de 14 km², tendo uma densidade populacional de 538 hab/km². Faz fronteira com Arpaia, Bonea, Bucciano, Forchia, Moiano, Paolisi, Rotondi (AV).

## Demografia
| Variação demográfica do município entre 1861 e 2011                               |
|                                                                                   |
| Fonte: Istituto Nazionale di Statistica (ISTAT) - Elaboração gráfica da Wikipedia |